# Michael Silka
Michael Alan Silka (* 20. August 1958 in Hoffman Estates, Illinois; † 19. Mai 1984 in Alaska) war ein US-amerikanischer Mörder, mutmaßlicher Serienmörder und für den opferreichsten Massenmord in der Geschichte des Bundesstaates Alaska verantwortlich. 

## Frühes Leben
Michael Silka wuchs in Hoffman Estates, Illinois auf und schloss 1976 die Hoffman Estates High School ab. Anschließend trat er in die United States Army ein und erreichte den Rang eines Specialist Fourth Class (Spc4). Er war u. a. in Fort Wainwright bei Fairbanks in Alaska stationiert, arbeitete als Hubschraubermechaniker und hatte eine Ausbildung zum Scharfschützen erhalten.
Silka kam im Laufe seines Lebens mehrmals mit dem Gesetz in Konflikt. Im Oktober 1975 wurde er beim Einbruch in ein Sportgeschäft in Des Plaines verhaftet und zu 30 Tagen Haft verurteilt. Zwischen Februar 1977 und Juli 1983 war er zudem mehrmals mit geladenen Schusswaffen in der Öffentlichkeit oder bei Verkehrskontrollen in Hoffman Estates und South Barrington angetroffen worden, weshalb er wegen „widerrechtlicher Verwendung von Schusswaffen“ verhaftet wurde. Nach seinem ehrenvollen Austritt aus der Army zog er als Herumreisender durch Alaska. Er war mit seinem Pkw unterwegs, campierte im Freien, lebte von Gelegenheitsjobs, ging auf die Jagd und angelte. In Alaska werden solche Personen auch als „End of the Roaders“ bezeichnet.

## Massenmord in Manley
Silka war am 13. Mai 1984 mit seinem Pkw in Manley Hot Springs (Yukon-Koyukuk Census Area) angekommen und campierte nahe einer Bootsanlegestelle des Tanana River, etwa drei Meilen von Manley entfernt. Anwohner sagten später aus, dass Silka in Gesprächen geäußert hatte, als Fallensteller den Denali-Nationalpark erreichen zu wollen. Den Einheimischen gegenüber soll er sehr aufgeschlossen gewesen sein, mit einem seiner späteren Opfer war er sogar zusammen auf der Jagd.
Am 17. Mai erschoss Silka zwischen 14 und 17 Uhr Ortszeit jeden, der sich der Anlegestelle näherte und warf die Leichen in den Fluss. Seine ersten Opfer wurden Larry McVey (37) und Dale Madajski (22), die zu einer Angeltour aufbrechen wollten, sowie Albert Hagen (27), der den Landesteg von Gestrüpp und Buschwerk befreite. Anschließend tötete er Lyman Klein (36), dessen im sechsten Monat schwangere Ehefrau Joyce Klein (30) und deren zweijährigen Sohn Marshall Klein, als die drei einen Familienausflug mit dem Boot unternehmen wollten. Zuletzt erschoss er den vom Fallenlegen zurückkehrenden Fred Burke (30), mit dem er schon gemeinsam auf der Jagd war, und fuhr dann mit dessen Boot über den Tanana River Richtung Süden.
Das Verschwinden von sieben Menschen blieb nicht lange unbemerkt,  schon am nächsten Tag wurden die ersten Vermisstenmeldungen bei der örtlichen Polizei registriert. Da es in dieser Gegend und zu dieser Jahreszeit nicht unüblich ist, dass beispielsweise Angler und Jäger länger als vereinbart ausbleiben, wurde nicht gleich mit dem Schlimmsten gerechnet. Erst als die Polizei im Laufe des Tages die Anlegestelle kontrollierte und Blutspuren entdeckte, wurde Alarm ausgelöst. Da Silka hier campiert hatte und auch noch sein Auto vor Ort war, wurde eine Suche nach ihm eingeleitet.

## Verfolgung und tödlicher Schusswechsel
Während einige Beamte das Auto von Silka observierten, wurde mit Flugzeugen und Hubschraubern nach Silka selbst Ausschau gehalten. Die Beamten vermuteten den Flüchtigen in einem Gebiet von 50.000 Quadratmeilen. Zwei Tage nach den Morden wurde Silka schließlich gegen 15 Uhr Ortszeit von der Besatzung einer Piper PA-18 geortet. Er war mit dem Boot des Mordopfers Fred Burke am Zitziana River, einem Nebenfluss des Tanana River, ca. 25 Meilen südöstlich von Manley Hot Springs unterwegs.
Sofort starteten zwei Hubschrauber mit Beamten der Eingreiftruppe SERT, um Silka den Weg abzuschneiden. Die Beamten hatten die Türen der Hubschrauber entfernt, um schneller abzusitzen und gegebenenfalls sofort schießen zu können. Einer der beiden Hubschrauber sollte Silkas Position überfliegen und einen Präzisionsschützen vor ihm absetzen, anschließend sollten die Beamten in den beiden Hubschraubern Silka von zwei Seiten flankieren, sodass dieser bei eventueller Gegenwehr von drei Seiten hätte angegriffen werden können.
Da Silkas Position jedoch nicht sofort ausfindig gemacht werden konnte, trennten sich die Hubschrauber um nach ihm zu suchen. An einer Lichtung trat Silka plötzlich aus einem Versteck und feuerte einen Schuss aus seinem Jagdgewehr im Kaliber .30-06 Springfield mit 4-fach Zielfernrohr ab, der die Kabinendecke von einem der Hubschrauber durchschlug. Die beiden SERT-Beamten dieses Hubschraubers erwiderten zwar den Beschuss mit zwei Sturmgewehren der Marke M16A1, verfehlten jedoch aufgrund des nicht einberechneten Vorhaltewinkels ihr Ziel. Kurz darauf schossen Silka und die beiden SERT-Beamten erneut und gaben innerhalb von nur zwei Sekunden 25 Schüsse ab. Silkas einzelner Schuss tötete den SERT-Beamten Troy Lynn Duncan (34), zersplitterte an der Hubschrauberverkleidung und verletzte Captain Donald Lawrence im Gesicht. Silka wurde hingegen von acht Schüssen, darunter drei in den Oberkörper und jeweils einen in Hals und Kopf getroffen und ebenfalls sofort getötet.

## Aufarbeitung und Verdacht auf weitere Tötungen
Warum Silka die sieben Menschen an der Anlegestelle ermordete, blieb ungeklärt. Die Polizei unter Ermittler Sam Barnard ging davon aus, dass er möglicherweise mit einem der ersten Opfer in Streit geraten war und daher die Männer tötete. Beim Beseitigen der Leichen wurde er dann womöglich von der Familie Klein überrascht, die er dann als Tatzeugen ausschaltete. Frank Burke tötete er wahrscheinlich nur, um an dessen fahrbereites Boot zu gelangen, mit dem er anschließend vom Tatort floh.
Nach der Schießerei wurde bekannt, dass Silka bereits von der Polizei aus Fairbanks gesucht wurde. Er soll dort am 28. April seinen damaligen Nachbarn Roger Culp (34) getötet haben, der als vermisst galt. Die Polizei hatte damals Blut auf dem Grundstück von Silka gefunden, das dieser mit der Schlachtung eines Tieres erklärt hatte. Als die Polizei Silka zu einer Befragung abholen wollte, war dieser bereits verschwunden. Das aufgefundene Blut wurde untersucht und stellte sich schließlich als menschlichen Ursprungs heraus. Culps Leiche wurde nie gefunden.
Auch bestätigten Zeugen, Silka am 11. Mai zusammen mit zwei einheimischen Männern in dessen Fahrzeug am Elliott Highway in Alaska gesehen zu haben; diese beiden Männer wurden anschließend vermisst. Die Polizei hält es zudem für möglich, dass Silka auch noch einen Mann in North Dakota und zwei Frauen in Kanada umbrachte. Da einige der ihm angelasteten Opfer nie gefunden wurden und Silka nicht mehr zu den Fällen befragt werden konnte, ist seine genaue Opferzahl unbekannt.

## Trivia
Michael Alan Silka wurde, nicht unumstritten, mit militärischen Ehren am Nationalfriedhof von Sitka beigesetzt. Die Army rechtfertigte dies mit der Begründung, er habe ehrenvoll in der Army gedient und sei auch ehrenvoll aus dieser verabschiedet worden. Somit spiele es keine Rolle, welcher Taten er sich danach schuldig gemacht habe.
State Trooper Troy Duncan wurde postum mit der Tapferkeitsmedaille der Polizei von Alaska (Medal of Valour) ausgezeichnet und nahe dem Grab seiner Mutter in Texas beigesetzt. Sein Name wurde unter anderem auf dem National Law Enforcement Memorial in Washington, D.C. und dem Department of Public Safety in Anchorage verewigt. Seine Dienstmarken wurden seinen Angehörigen ausgehändigt; zudem wurde per Beschluss verfügt, seine Markennummer #233 nicht mehr zu vergeben.
Lieutenant Jeff Hall, der die tödlichen Schüsse auf Silka abgegeben hatte, quittierte den Dienst bei den Alaska State Troopers und wurde Ausbilder für Polizeibehörden aus den ganzen USA.   
Der Kriminalfall wird unter anderem in drei Büchern dargestellt:
- Murder at 40 Below: True Crime Stories from Alaska von Tom Brennan
- Forgotten Heroes: Police Officers killed in Alaska 1850-1997 von William Wilbanks
- Murders in the United States von R. Barri Flowers und H. Loraine Flowers

Die Schießerei zwischen Silka und der Hubschrauberbesatzung wurde unter dem Titel „Death from Above“, zu einer Folge der History-Dokureihe Sniper: Deadliest Missions verarbeitet.